# Gaudium et spes
Gaudium et spes (z łac. Radość i Nadzieja) – Konstytucja duszpasterska o Kościele w świecie współczesnym ogłoszona przez papieża Pawła VI 7 grudnia 1965. Stanowi obszerny wykład nauki społecznej Kościoła i jest tym samym jednym z ważniejszych dokumentów Soboru Watykańskiego II. Wielokrotnie powołuje się na dokumenty papieży, szczególnie wypowiedzi Jana XXIII i Pawła VI. Zajmuje się sprawą powołania człowieka i Kościoła w obliczu zmian, które dokonały się w XX wieku. Dokument ten w dużej mierze czerpie z filozofii neotomistycznej i poglądów Jacques’a Maritaina.
W czasie trzeciej sesji soboru do zespołu przygotowującego konstytucję Gaudium et spes został włączony abp Karol Wojtyła; był on jednym z aktywniejszych jego członków i przyczynił się do ostatecznego jej kształtu.